# Abdelouahab Maïche
Abdelouahab Maïche (Sétif, Argelia francesa; 30 de noviembre de 1959 – 26 de septiembre de 2020) fue un futbolista argelino que jugó en la posición de centrocampista.

## Carrera

### Club
| Periodo   | Club             |
| --------- | ---------------- |
| 1977-1987 | NA Hussein Dey   |
| 1987-1990 | MC Alger         |
| 1990-1993 | Excelsior Virton |
| 1993-1994 | Al Tarsana SC    |

### Selección nacional
Jugó para Argelia en 23 ocasiones de 1983 a 1989 teniendo su debut el 28 de mayo de 1983 en una victoria por 4-1 ante Uganda y participó en la copa Africana de Naciones 1988. Su último partido lo jugó el 30 de julio de 1989 en un empate 1-1 ante Catar.

## Logros
- Copa de Argelia (1): 1978-79